# Contusus richei
Contusus richei es una especie de peces de la familia Tetraodontidae en el orden de los Tetraodontiformes.

## Morfología
- Los machos pueden llegar alcanzar los 25,4 cm de longitud total.[1][2]

## Hábitat
Es un pez de mar y, de clima templado y demersal que vive entre 10-50 m de profundidad.

## Distribución geográfica
Se encuentra al sur de Australia y Nueva Zelanda.

## Observaciones
Es inofensivo para los humanos.